# آکادمی و بازیکنان ذخیره باشگاه فوتبال لیورپول
آکادمی و بازیکنان ذخیره باشگاه فوتبال لیورپول (انگلیسی: Liverpool F.C. Reserves and Academy) بالاترین سطح آکادمی لیورپول زیر نظر تیم اصلی است. در تابستان ۲۰۱۲، کل سیستم ذخیره فوتبال انگلیس بازنگری شد و با سیستم لیگ زیر ۲۱ سال، لیگ توسعه حرفه‌ای، جایگزین شد. تیم ذخیره لیورپول به تیم زیر ۲۳ سال لیورپول تبدیل شد و در لیگ توسعه حرفه‌ای ۱ شرکت می‌کند که با نام اسپانسر بارکلیز زیر ۲۱ سال لیگ برتر و لیگ برتر ۲ نیز شناخته می‌شود. این تیم معمولاً از بازیکنان زیر ۲۱ سال در باشگاه تشکیل شده است اما در در مواقعی که بازیکنان بزرگ‌تر نیز در زمان بهبودی مصدومیت، برای ذخیره‌ها بازی می‌کنند. پس از معرفی مقررات جدید از فصل ۲۰۱۲–۲۰۱۳، تنها سه بازیکن بیرون زمین و یک دروازه‌بان بالای ۲۱ سال می‌توانند به‌طور منظم برای ذخیره‌ها بازی کنند.